# Elisa Patiño
Elisa Patiño Meléndez (Pontevedra, 1890-12 de abril de 1919) fue una aviadora española, conocida también con el apodo de Chichana. Fue la primera mujer gallega en pilotar un avión.

## Biografía y trayectoria
Nació en el seno de una familia acomodada de origen noble -el Marquesado de Patiño-, era hija de los duques de Patiño, Albino Patiño Amado y Rosa Meléndez. Vivían entre la casa de La Alameda, en Pontevedra y el pazo del Revel en Vilalonga. Recibió una exquisita educación, incluyendo estudios en música y arte. Tenía dotes para la pintura, el canto y la música, siendo propuesta para participar en una gira con una compañía musical que finalmente rechazó.
Llevó una vida poco convencional para las mujeres de la época ya que viajaba sola en bicicleta. Fue una mujer culta y comprometida con las causas benéficas, como la campaña de recaudación de donativos para los heridos de la Primera Guerra Mundial desembarcados en el puerto de Villagarcía de Arosa.
Se inició en la aviación con José Piñeiro González, al que acompañó en varias demostraciones a bordo de su Blériot. Voló sola por vez primera el 12 de octubre de 1913 en la playa de Baltar, en Sangenjo, haciendo historia en la aviación. Mantuvieron contacto desde ese momento y una gran amistad.
Patiño no llegó a obtener su titulación como piloto, aunque sí tenía acreditadas más de 50 horas de vuelo.
En agosto de 1916 Elisa Patiño se casó en Puente-Sampayo con Enrique Alcaraz Díez, y fue madre en junio de 1917 de Lucía Alcaraz Patiño, que heredó el ducado de Patiño..
Patiño falleció después de varios meses de enfermedad, tras contraer la gripe de 1918.